# Tine Acke
Tine Acke (* 1. Januar 1977 in  Hamburg) ist eine deutsche Fotografin und Designerin.

## Leben und Beruf
Nach dem Abitur 1996 studierte Tine Acke von 1998 bis 2001 Illustrationsdesign an der Bildkunst-Akademie Hamburg. Es folgten zahlreiche Praktika in verschiedensten Medienbereichen. Seit 2002 ist sie als selbständige Fotografin und Illustratorin tätig.
1999 begann Tine Acke ihre bis heute andauernde enge künstlerische Zusammenarbeit mit Udo Lindenberg. Seitdem hat sie für zahlreiche CDs, DVDs und Bücher von und über Udo Lindenberg Fotos beigesteuert. Tine Acke engagiert sich ebenfalls für die Udo-Lindenberg-Stiftung.
Die Liste der Künstler, für die Tine Acke tätig gewesen ist, ist umfangreich. Zu ihren Auftraggebern gehörten Peter Maffay, Die Prinzen, Yvonne Catterfeld, Jan Delay, Clueso, Ben Becker,  Julia Neigel, Rufus Beck, Inga Humpe, Heinz Hoenig, Ellen ten Damme,  Chris de Burgh, Tim Fischer, das Panikorchester, Rolf Zuckowski, Stefan Jürgens, Axel Prahl und andere mehr.
Tine Acke ist seit Ende der 1990er Jahre mit Udo Lindenberg liiert.

## Werke (Auswahl)
- Udo Lindenberg: Stärker als die Zeit – die Stadiontour. Fotografiert von Tine Acke. Kempen 2017, 351 Seiten, ISBN 978-3-96171-069-0
- Udo Lindenberg – Die limitierte Premiumbox mit handsignierter Lithographie – Sonderausgabe. Berlin 2016, 620 Seiten, ISBN 978-3-942665-16-2
- DVD Peter Maffay – Tabaluga und die Zeichen der Zeit (2012)
- Biografie Julia Neigel – Neigelnah – Freiheit, die ich meine (2012)
- Bildband Udo Lindenberg – Ich mach mein Ding. Fotografien von Tine Acke, Berlin 2012, ISBN 978-3-86265-156-6[4]
- CD/DVD Udo Lindenberg – MTV Unplugged – Live aus dem Hotel Atlantic (2012)
- DVD Mit Udo Lindenberg auf Tour – Ein Roadmovie von Hannes Rossacher (2012)
- Künstlerausgabe Udo Lindenberg – Brockhaus Lexikon. 2011, ISBN 978-3-577-07400-1[5]
- Bildband Udo Lindenberg – Stark wie Zwei 2007–2010. Fotografien von Tine Acke, Berlin 2010, ISBN 978-3-89602-990-4[6]
- mit Victor Malsy: Gestaltung von zwei Udo-Lindenberg-Briefmarken für die Deutsche Post (2010)[7]
- CD/DVD Udo Lindenberg – Stark wie Zwei LIVE (2008)
- CD Udo Lindenberg – Stark wie Zwei (2008)
- Illustrationen für Rolf Zuckowskis Kindermusical Meine Heimat – Unser Blauer Planet im Planetarium Hamburg (2007)
- CD Die Prinzen – Akustisch live (2006)
- Künstlerausgabe Udo Lindenberg – Meyers großes Taschenlexikon (2006)
- Bildband Udo Lindenberg – Das Lindenwerk (Schwarzkopf & Schwarzkopf) (2005/2008)
- CD Peter Maffay – Laut & leise (2005)
- DVD Peter Maffay – Tabaluga und das verschenkte Glück (2004)
- Gestaltung von Udo Lindenbergs Sonderzug nach Pankow für die Deutsche Bahn (2003)